# Forbuden Frugt
Forbuden Frugt er en amerikansk stumfilm fra 1921 af Cecil B. DeMille.

## Medvirkende
- Agnes Ayres som Mary Maddock
- Clarence Burton som Steve Maddock
- Theodore Roberts som James Harrington Mallory
- Kathlyn Williams som Mrs. Mallory
- Forrest Stanley som Nelson Rogers
- Theodore Kosloff som Pietro Giuseppe
- Shannon Day som Nadia Craig
- Bertram Johns som John Craig